# Resolução 139 do Conselho de Segurança das Nações Unidas
Resolução 139 do Conselho de Segurança das Nações Unidas, foi aprovada em 28 de junho de 1960, após análise do pedido da Federação do Mali para ser membro da Organização das Nações Unidas, o Conselho recomendou à Assembleia Geral que a Federação do Mali deve ser admitido.
Depois de a Federação entrou em colapso em 20 de agosto de 1960, tanto o Senegal quanto o Mali foram admitidos como membros das Nações Unidas sob as resoluções 158 e 159.
Foi aprovada por unanimidade.